# Transporter (Star Trek)
Transporter – fikcyjne urządzenie służące do teleportacji istniejące w serii Star Trek. Służy do zmieniania żywej lub martwej materii w energię, wysłania jej do celu i tam powrotnej materializacji. 

## Transporter w świetle nauki
Jedynym, choć istniejącym aż w 6 wariantach, sposobem na osiągnięcie efektu startrekowego transportera jest teleportacja. Najbliższym do transportera wariantem teleportacji jest tzw. teleportacja typu sf, polegająca na skanowaniu transportowanego obiektu połączonym z rozbijaniem na pojedyncze atomy za pomocą lasera i przesyłaniu informacji o położeniu tychże atomów do miejsca, w którym ze znajdujących się tam atomów odtworzona zostaje wierna kopia obiektu poddanego teleportacji.
Z uwagi na złożoność procesu teleportacji typu sf - zwłaszcza w przypadku transportowania istot żywych o skomplikowanej budowie - jest ona pomijana w poważnych badaniach nad teleportacją i jej zastosowaniami w informatyce i transporcie.